# Coelocephala arcifera
Coelocephala arcifera är en tvåvingeart som beskrevs av Friedrich Georg Hendel 1914. Coelocephala arcifera ingår i släktet Coelocephala och familjen bredmunsflugor. Inga underarter finns listade i Catalogue of Life.